# La dolce vita (singolo)
La dolce vita è un singolo dei cantanti italiani Fedez, Tananai e Mara Sattei pubblicato il 3 giugno 2022 come primo singolo dalla riedizione del sesto album in studio di Fedez Disumano.

## Descrizione
Il brano, che ha segnato la seconda collaborazione tra Fedez e Tananai dopo Le madri degli altri, e la prima collaborazione con Mara Sattei, è stato registrato tre giorni prima dell'operazione di rimozione del tumore del pancreas contratto da Fedez, il quale, a tal proposito, ha spiegato il suo significato del brano:

Prodotto da Davide Simonetta, il brano dal punto di vista musicale è twist, ispirato a Diana di Paul Anka e Twist and Shout dei The Beatles, con una parte in rapping. Mara Sattei ha raccontato il processo creativo dietro alla stesura del brano e alle scelte musicali:

## Accoglienza
Fabio Fiume di All Music Italia ha assegnato 6,5 punti su 10 a La dolce vita, spiegando che è stato "fatto proprio per cullarci nell'estate calda" e riscontrando che sebbene le sonorità rappresentino un omaggio al passato, il testo presenta "qualche piccolo passaggio più ardito e relativamente moderno" senza trovarlo tuttavia all'altezza del singolo del 2021 Mille.
Gabriele Fazio de l'Agenzia Giornalistica Italia ha descritto il brano come "una ricetta sonora azzeccata al millimetro, minuziosamente architettata, a partire dal sound dei classiconi italiani anni '60", con un testo dalla "stesura semplice e immediata".

## Video musicale
Il video musicale, diretto da Olmo Parenti e girato a Rimini, è stato pubblicato il 7 giugno 2022 attraverso il canale YouTube di Fedez. Nel video, oltre ai tre cantanti appare anche l'influencer Alessia Lanza.
Al termine dell'anno è risultato essere il video musicale italiano più visualizzato su YouTube.

## Tracce
Crediti riportati sul sito della SIAE.
Testi di Federico Leonardo Lucia e Alberto Cotta Ramusino, musiche di Paolo Antonacci, Jacopo Matteo Luca D'Amico e Davide Simonetta.
1. La dolce vita – 3:08

## Classifiche

### Classifiche settimanali
| Classifica (2022) | Posizione massima |
| ----------------- | ----------------- |
| Italia            | 1                 |
| Svizzera          | 44                |

### Classifiche di fine anno
| Classifica (2022) | Posizione |
| ----------------- | --------- |
| Italia            | 6         |
| Classifica (2023) | Posizione |
| Italia            | 85        |

## Riconoscimenti
- Power Hits Estate
  - 2022 – Power Hits Estate[20]
  - 2022 – Premio FIMI[20]
- Videoclip Italia Awards
  - 2023 – Candidatura al migliore styling[21]